# Tronco tupi
O tronco tupi é um tronco linguístico que abrange diversas línguas das populações indígenas sul-americanas. O tronco tupi abrange diversas famílias linguísticas, as quais, por sua vez, abrangem várias línguas. Entre as línguas mais relevantes deste tronco estão o tupi antigo, considerada a "língua indígena clássica do Brasil", e o nheengatu, também conhecido como tupi moderno e ainda falado atualmente.
O relacionamento deste tronco com as línguas caribes foi hipótese levantada por Aryon Dall’Igna Rodrigues em Evidence for Tupi-Carib Relationships, publicado em 1985, como também a de relações "genéticas" desses dois troncos com o macro-jê. Este último é conhecido também como macro-família Tu-Ka-Jê.

## Famílias

### Ocidental
As línguas ocidentais são faladas em Rondônia e Mato Grosso.
Ariquémfamília linguística que reúne as seguintes línguas
- Ariquém — língua do povo ariquém
- Caritiana — língua do povo caritiana

Tuparifamília linguística que reúne as seguintes línguas
- Ajuru — língua do povo ajuru
- Macurape — língua do povo macurape
- Mequém — língua do povo mequém
- Saquirabiape — língua do povo saquirabiape
- Tupari — língua do povo tupari

Mondéfamília linguística que reúne as seguintes línguas
- Aruá — língua do povo aruá
- Cinta-larga — língua do povo cinta-larga
- Mondé — língua do povo mondé
- Suruí-paíter — língua do povo suruí-paítere
- Zoró — língua do povo zoró

Puruboráfamília linguística extinta que reúne as seguintes línguas
- Puruborá — língua do povo puruborá

Ramarramafamília linguística que reúne as seguintes línguas
- Karo — língua do povo arara-de-rondônia

### Oriental
Jurunafamília linguística que reúne as seguintes línguas
- Juruna — língua do povo juruna
- Manitsauá — língua extinta, do povo manitsauá
- Xipaia — língua do povo xipaia

Mundurucufamília linguística que reúne as seguintes línguas
- Mundurucu — língua do povo mundurucu
- Curuaia — língua do povo curuaia

#### Maweti-Guarani
Maweti-Guaranisub-ramo
Auetifamília linguística que reúne as seguintes línguas
- Aueti — língua do povo aueti

Mauéfamília linguística que reúne as seguintes línguas
- Sateré-Mawé — língua do povo sateré-maué

Tupi-Guaranifamília linguística que reúne as seguintes línguas
- Amanaié — língua do povo amanaié
- Anambé — língua do povo anambé
- Apiacá — língua do povo apiacá
- Aquáua — língua do povo aquáua
  - Paracanã — dialeto do povo paracanã
  - Suruí-aiqueuara — dialeto do povo suruí-aiqueuara
- Araueté — língua do povo araueté
- Asurini — língua do povo asurini do Xingu e asurini do Tocantins
- Avá-canoeiro — língua do povo avá-canoeiro
- Caapor — língua do povo caapor-urubu
- Caiabi — língua do povo caiabi
- Camaiurá — língua do povo camaiurá
- Cambeba — língua do povo cambeba
- Cauaíbe — língua do povo cauaíbe
  - Diahói — dialeto do povo diahói
  - Juma — dialeto do povo juma
  - Parintintim — dialeto do povo parintintim
  - Tenharim — dialeto do povo tenharim
  - Uru-eu-uau-uau — dialeto do povo uru-eu-uau-uau
- Cocama — língua do povo cocama
- Guajá — língua do povo guajá
- Guarani — uma das línguas oficiais do Paraguai, também falado no Brasil pelo povo guarani
  - Caiouá — dialeto do povo caiouá
  - Embiá — dialeto do povo embiá
  - Nhandeva — dialeto do povo nhandeva
- Guarani antigo — língua extinta no século XIX
- Língua geral — língua crioula formada à época dos bandeirantes e extinta no século XIX. Era constituída por:
  - Língua geral setentrional
  - Língua geral meridional
- Nheengatu — língua falada atualmente no alto Rio Negro, região fronteiriça entre Brasil, Venezuela e Colômbia, com mais 4,5 mil falantes[6][7]
- Oiampi — língua do povo oiampi
- Tapirapé — língua do povo tapirapé
- Teneteara — língua do povo guajajaras e tembé
  - Guajajara — dialeto do povo guajajara
  - Tembé — dialeto do povo tembé
- Tupi antigo — língua do povo tupi e extinto no século XVII
- Uaiampi — língua do povo oiampi
- Xetá — língua quase extinta do povo xetá
- Zoé — língua do povo zoé

Os ramos (ou subramos, grupos, subgrupos, subconjuntos) da família linguística Tupi-Guarani são (Rodrigues e Cabral 2012):
- Ramo 1 (Guaraní)
- Ramo 2 (Guaráyo)
- Ramo 3 (Tupí)
- Ramo 4 (Tenetehára)
- Ramo 5 (Xingu)
- Ramo 6 (Kawahíb)
- Ramo 7 (Kamayurá)
- Ramo 8 (Setentrional)

### Dietrich (2010)
Lista das línguas do tronco tupi segundo Dietrich (2010):
Família arikem
- Karitiâna
- Arikem, kabixiana

Família ramarama
- Karo (arara do Guariba, uruku)
- Itogapúk/ntogapíd

Família poruborá/puruborá
- Poruborá/puruborá

Família mondé
- Cinta-larga
- Gavião (ikõrõ, digüt)
- Suruí/surui do Ji-Paraná, (suruí-)paiter
- Mondé/sanamaikã/salamãi
- Aruá, dialeto aruáshi/aruáchi
- Zoró/pangyjej

Família juruna
- Juruna
- Xipaya/shipaya

Família tupari
- Tupari/haarat
- Ayuru/ajuru/wajuru/wayoró
- Akuntsu
- Makurap
- Mekéns/mequéns/mekém/sakïrabiát/sakiráp - subgrupos:
  - Sakurabiat
  - Guaratira/koaratira/kanoé
  - Koarategayat/guarategaja

Família munduruku (línguas tupis centrais)
- Kuruáya
- Munduruku

Ramo maweti-tupi-guarani
- (Sateré-)mawé
- Aweti/tuoi
  - Família tupi-guarani

## Demografia (Brasil)
As populações dos povos indígenas que falam as línguas Tupí (IBGE - Censo 2010, citado em Aguilar 2015):
| Povo         | População |
| ------------ | --------- |
| Arikém       | 311       |
| Tuparí       | 1196      |
| Mondé        | 4789      |
| Puroborá     | 160       |
| Ramaráma     | 404       |
| Guajá        | 536       |
| Guajajara    | 24428     |
| Tembé        | 1844      |
| Ka'apor      | 1541      |
| Jurúna       | 1240      |
| Mundurukú    | 13487     |
| Mawé         | 13310     |
| Awetí        | 198       |
| Tupi-Guarani | 120978    |
| Total        | 156073    |

## Vocabulário
Alguns conjuntos de cognatos nas línguas tupis (Nikulin & Carvalho 2019: 277-278):
| língua             | subramo        | sair, chegar     | ir  | morder                   | tomar banho | veado     | pesado | lua      | mãe    | muriçoca |
| ------------------ | -------------- | ---------------- | --- | ------------------------ | ----------- | --------- | ------ | -------- | ------ | -------- |
| Suruí-Paiter       | Mondé          |                  |     |                          |             | (?)iʧi-ab | patiga | ŋati-kat | ni/-ti | nig      |
| Mondé              | Mondé          |                  |     |                          |             | i(ː)tiː   |        | gati     | ti     |          |
| Karo               | Ramarama       |                  |     | to                       |             | itɨ       | piʔti  |          |        | tik      |
| Puruborá           | Puruborá       | anẽm-a           |     |                          |             | ɨdɨ       |        |          |        |          |
| Karitiana          | Arikem         | tãm ‘voar’, otãm |     |                          | otɨ         |           | pɨti   | oti      | ti     | tik      |
| Makurap            | Tupari         |                  |     |                          | ʧ-ato-a     | ɨtɨː      | poti   |          | ti     |          |
| Tupari             | Tupari         |                  |     | toko-a ‘mascar’          | ato-a       |           | posi   |          | si     | sik      |
| Wayoró             | Tupari         |                  |     | togo ‘macaxeira mascada’ | ato-a       | ɨtɨː      | poti   |          | ti     | tik      |
| Sakurabiat         | Tupari         |                  |     | sogo-a                   | aso-a       | ɨsɨː      | posi   |          | si     |          |
| Akuntsu            | Tupari         |                  |     | ʧog-a                    | aʧo-a       | (?) ɨtɨː  |        |          | ti     | tik      |
| Yudjá              | Juruna         |                  | ʧa  | e-ʧuku                   |             |           | padetu |          | ʤa     |          |
| Xipaya             | Juruna         |                  | ta  | e-tuku                   |             |           | padetu |          | diã    |          |
| Munduruku          | Munduruku      | ʧẽm, a̰ʤẽm        | ʧə  |                          | a̰ʤok        |           | poʃi   |          | ˀʃi    | ʃik      |
| Kuruaya            | Munduruku      | ʧẽm              | ʧɨ  |                          | aɖok        | iʤi       |        | waʤi     | ʤi(ʔ)  | ʤik      |
| Proto-Tupi-Guarani | Maweti-Guarani | *ʧẽm,*w-aʧẽm     | *ʦo | *ʧúʔú                    | *aʧuk       |           | *poʦɨj | *jaʧɨ    | *ʧɨ    |          |
| Aweti              | Maweti-Guarani | tẽm              | to  | túʔú                     | atuk        | tɨ-wapat  | potɨj  | tatɨ     | tɨ     |          |
| Sateré- Mawé       | Maweti-Guarani | tẽm              | to  | túʔú                     |             | ɨtɨː      | potɨj  | watɨ     | -tɨ    |          |

Comparação lexical (Rodrigues 1986):
| Português | Tupinambá | Awetí     | Mundurukú | Karitiâna | Tuparí | Gavião |
| --------- | --------- | --------- | --------- | --------- | ------ | ------ |
| mão       | po        | po        | by        | py        | po     | pabe   |
| pé        | py        | py        | i         | pi        | tsito  | pi     |
| caminho   | pe, ape   | me        | e         | pa        | ape    | be     |
| eu        | ixe       | atit, ito | on        | yn        | on     | õot    |
| você      | ene       | en        | en        | an        | en     | ẽet    |
| mãe       | sy        | ty        | xi        | ti        | tsi    | ti     |
| pesado    | posyi     | potyi     | poxi      | pyti      | potsi  | patii  |
| marido    | men       | men       | itop      | mana      | men    | met    |
| onça      | iawar     | ta’wat    | wida      | omaky     | ameko  | neko   |
| árvore    | ’yb       | ’yp       | ’ip       | ’ep       | kyp    | ’iip   |
| cair      | ’ar       | ’at       | ’at       | ’ot       | kat    | ’al-   |